# Општина Виишоара (Клуж)
Виишоара (рум. Viişoara) општина је у Румунији у округу Клуж.
Oпштина се налази на надморској висини од 441 m.